# Unsane
Unsane — нью-йоркская группа, исполняющая музыку в стиле пост-хардкор c элементами нойз-рока, хардкор-панка, сладжа и метала. Создана Крисом Спенсером, Питом Шором и Чарли Ондрасом в 1988 году. Группа способствовала становлению агрессивного стиля нойз-рока, определившего в дальнейшем звучание нойз-метал-групп, породив в музыкальной андеграундной среде приверженцев по всему миру. Со временем группа оказала заметное влияние на хеви-метал и хардкор, благодаря своему экспериментальному, «экстремальному» стилю.

## История
Студенты колледжа Сары Лоуренс Крис Спенсер, Пит Шор и Чарли Ондрас в 1988 году организовали группу Lawn-Chair-Blisters, позже переименованную в Unsane. В 1989 году они подписали контракт с лейблом Circuit Records и на студии Вортона Тирса записали треки, которые предполагалось издать в виде альбома Improvised Munitions. Альбом в итоге не был издан, поскольку хозяин лейбла Эрни Триккаро спустил все деньги на кокаин.
В 1990-е годы Unsane стала частью сцены Ист-Виллидж, включавшей множество громких, шумных, объединённых схожими взглядами коллективов. Они выступали совместно с Pussy Galore, Cop Shoot Cop, Surgery, Helmet, Sonic Youth и Reverb Motherfuckers. Помимо Unsane, Пит Шор играл в Boss Hog (вместе с Чарли Ондрасом) и Action Swingers.
Дебютный альбом группы вышел в 1991 году и приобрёл известность благодаря агрессивной музыке и страшной обложке — фотографии обезглавленного тела на рельсах нью-йоркского метро.
В 1991 году Ондрас скончался от передозировки героина. В течение непродолжительного времени его заменял Энтони ДеЛука, после чего постоянным барабанщиком группы стал Винни Синьёрелли, бывший участник Foetus и Swans. Пит Шор покинул группу в 1994 году по неизвестным причинам; его заменил Дейв Карран.
Группа активно занималась гастрольной деятельностью, давая до 1999 года более 300 концертов в год. В 1993 году на Matador Records/Atlantic Records был выпущен альбом Total Destruction. Записанный за две недели Scattered, Smothered & Covered вышел в 1995 году на Amphetamine Reptile Records. Снятый за 200 долларов клип на песню с этого альбома «Scrape», состоящий из видеозаписей репетиций и падений скейтбордеров, активно транслировался на MTV. Альбом Occupational Hazard вышел на Relapse Records в 1998 году. Песня «Committed» с этого альбома вошла в саундтрек игры Tony Hawk’s Pro Skater. В январе 1998 года после концерта в Вене на Спенсера напали четверо, что привело к его госпитализации от внутреннего кровотечения и серьёзной операции. Это событие и усталость от гастролей, продолжавшихся 10 месяцев в году,
привели к приостановке деятельности группы в 2000 году.
Unsane воссоединились в 2003 году, выпустив сборник лучших песен Lambhouse. В 2005 году вышел альбом Blood Run, один из треков которого, «D Train», вошёл в саундтрек игры True Crime: New York City. В 2007 году на лейбле Майка Паттона Ipecac был издан альбом Visqueen.
В марте 2012 года вышел альбом Wreck, в апреле-мае того же года группа гастролировала совместно с The Melvins.

## Стилистика
Представляя собой фактически пауэр-трио, музыканты Unsane избегают вычурности. Единственный гитарист Спенсер пользуется преимущественно ритмичными риффами, составляющими основу агрессивного звучания группы, и активно использует так называемый twang — характерную особенность звучания гитары Fender Telecaster. Стиль игры Спенсера напоминает ранний блюз, он иногда использует слайд-гитару. Партии бас-гитары Каррана отличаются грязным звучанием. Барабанные партии Синьёрелли отличаются плотностью (англ. tightness) и наличием свинга. Ревущий вокал Спенсера сравнивают с вокалом Дэвида Ёу (The Jesus Lizard) и Криса Томпсона (Circus Lupus). Звучание группы с течением лет оставалось в целом неизменным.
Авторство текстов песен группы принадлежит преимущественно Спенсеру.
На обложках альбомов обычно изображаются кровавые сцены, за постановку которых отвечает Спенсер.
В творчестве группы находят отражение события, происходящие в Нью-Йорке. Музыканты группы называют атмосферу Нью-Йорка основным фактором, влияющим на содержание их творчества. Музыкальный стиль Unsane сложился под влиянием Throbbing Gristle, SPK, Flipper и The Stooges; Карран отмечает, что для него ключевым музыкальным впечатлением была группа AC/DC.

## Побочная деятельность участников
Во время перерыва в существовании Unsane с 2000 по 2003 год Спенсер переехал в Калифорнию, где совместно с Карраном основал группу The Cutthroats 9, выпустившую альбом на Man’s Ruin Records. Карран играл также в J.J. Paradise Players Club.
Синьёрелли принял участие в деятельности супергруппы A Storm of Light, выпустившей первый альбом в 2008 году и гастролировавшей совместно с Neurosis. Спенсер в 2008 году организовал группу Celan, выпустившую хорошо принятый критиками альбом Halo в 2009 году.
Спенсер является автором саундтрека к французскому фильму ужасов La meute.
Карран и Спенсер организовали онлайн-лейбл Coextinction, выпускающий EP. Лейбл предоставляет музыкантам бесплатное студийное время.

## Состав

### Нынешние участники
- Крис Спенсер (англ. Chris Spencer) — вокал, гитара (1988—2000, 2003-н.в.)
- Дейв Карран (англ. Dave Curran) — бас-гитара (1994—2000, 2003-н.в.)
- Винни Синьёрелли (англ. Vinnie Signorelli) — ударные (1992—2000, 2003-н.в.)

### Бывшие участники
- Чарли Ондрас (англ. Charlie Ondras) — ударные (1988—1992)
- Пит Шор (англ. Pete Shore) — бас-гитара (1988—1994)

## Дискография

### Студийные альбомы
- Unsane[англ.] (Matador) — 1991
- Total Destruction[англ.] (Matador/Atlantic) — 1993
- Scattered, Smothered & Covered[англ.] (Amphetamine Reptile Records) — 1995
- Occupational Hazard[англ.] (Relapse) — 1998
- Blood Run[англ.] (Relapse) — 2005
- Visqueen[англ.] (Ipecac) — 2007
- Wreck[англ.] (Alternative Tentacles) — 2012
- Sterilize[англ.] (Southern Lord) — 2017

### Компиляции
- Singles 89-92, LP/CD (Matador) — 1993
- Lambhouse[англ.] (Relapse) — 2003

### Концертные альбомы
- Peel Sessions (Matador) — 1994
- Attack in Japan (Rebel) — 1995
- Amrep Xmas (Man’s Ruin) — 1997

### Синглы
- Сплит с Cows Pagans, Bastards (Unsane — «Burn») (Treehouse) — 1989
- This Town (Treehouse) — 1989
- Concrete Bed (Glitterhouse) — 1990
- Vandal-X (Sub Pop) — 1990
- Jungle Music (PCP) — 1991
- Сплит со Slug (Matador) — 1992
- Body Bomb 7" red vinyl single (Matador) — 1994
- Sick/No Soul (Man’s Ruin) — 1996
- Committed/Over Me (Galaxia) — 1998
- This Plan/Ha, Ha, Ha (DC Records) — 2001
- Coextinction Release 1 (Coextinction) — 2010

### The Peel Sessions
Были записаны три сессии; первые две вышли в виде EP в 1994 году, а третья так и не была издана.
- 21 мая 1991[13]
- 26 ноября 1992[14]
- 07 июня 1994[15]